# O Quatrilho (livro)
O Quatrilho é um romance escrito por José Clemente Pozenato e publicado em 1985 , no mesmo ano em que saiu a novela policial O Caso do Martelo , que o tornou popular, por sua adaptação para a televisão. O romance O Quatrilho insere Pozenato numa linhagem de autores, como Ary Trentin, Jayme Paviani e Oscar Bertholdo, que, desde a década de 1970, tem se voltado para a escrita da história da imigração italiana no Rio Grande do Sul.   
O romance conta a história de dois casais italianos, num tempo que remete aos primeiros anos da ocupação do território na região do Campo dos Bugres, atual cidade de Caxias do Sul, na serra gaúcha, dado que é, recorrentemente, motivo de estudos, palestras, conferências em estabelecimentos escolares do estado    . Os protagonistas da história são: Ângelo Gardone e Teresa, Mássimo Boschini e Pierina, que fazem um acordo e decidem comprar uma propriedade agrícola, investindo as suas economias, para fazê-la progredir. 
O Quatrilho corresponde à primeira parte de uma trilogia que se completaria com a publicação de A Cocanha (2000)  e  A Babilônia (2006) . No romance, aparecem os primeiros anos da vida colonial, as origens agrícolas e a gradual transferência para o comércio, determinando o crescimento urbano e a mudança no relacionamento interpessoal.
O nome do romance faz referência a um jogo, o quatrilho , que exige reflexos rápidos, exercício da memória e permite a confraternização entre amigos. Em geral, o quatrilho se realiza entre quatro jogadores, mas admite variações. Não existe traição entre os parceiros, sendo possível, porém, uma espécie de encenação –que se dá através de sinais e linguagem – com vistas a confundir os adversários.
O quatrilho tornou-se roteiro para filme no ano de 1995, sob responsabilidade de Antonio Calmon e Leopoldo Serran. O filme foi dirigido por Fabio Barreto e indicado, no ano seguinte, ao prêmio de melhor filme estrangeiro, concorrendo ao Oscar, em Hollywood. 
Recentemente, com libreto  de José Clemente Pozenato e composição do maestro Vagner Cunha, O quatrilho ganhou a sua versão em ópera.     Apresentada em várias cidades do Rio Grande do Sul, ao longo do segundo semestre de 2018 , sob regência do maestro Antonio Borges-Cunha, a versão operística trouxe, nos papéis principais, a soprano internacional Carla Maffioletti, Maíra Lautert, Flávio Leite e Daniel Germano. O grupo prepara-se para uma excursão internacional que deve incluir, a princípio, Itália, Rússia e Ucrânia.
O município de Gramado, no interior do Rio Grande do Sul,  explora a história contada em O Quatrilho em um dos roteiros de agroturismo que oferta, ao lado de "Mergulho no Vale", "Raízes Coloniais" e "Encantos Coloniais", oferecendo uma visita à localidade em que, de fato, os eventos narrados no romance teriam acontecido : Linha Tapera.  

## Enredo
O romance inicia com o casamento de Ângelo e Teresa, muito tímido diante do padre, o noivo distrai-se e passa a lembrar as dificuldades do passado, que haviam se transformado diante da alegria de Teresa. O padre Giobbe, o celebrante, quando termina a cerimônia e começa a festa, lamenta a sorte das noivas em geral, sempre tão felizes no dia do casamento, elas, com o correr dos anos, enfrentarão grandes adversidades.
O casal, de imediato, passa a morar com a família de Ângelo, mas quando Agostinho avisa que pretende se casar, é chegada a hora de Ângelo providenciar as suas terras, a sua propriedade para morar com a esposa. Ao tomar conhecimento da existência de uma colônia, que não poderia comprar sozinho, propõe sociedade para Mássimo, casado com Pierina, prima de Teresa . O homem, um tipo diferente dos homens daquela região, vindo da cidade grande, se interessa pelo empreendimento, muito mais pela possibilidade de conviver com Teresa na mesma casa.
Consumada a sociedade, enquanto Ângelo alegra-se diante dos lucros , dos empréstimos a juros altos que faz aos demais colonos, Mássimo irrita-se com ele, começam as desavenças, ficando clara a diferença de temperamento entre os dois homens. Teresa mostra-se inteligente e vivaz. Pierina é prática, objetiva, excelente dona de casa. “Pelas características das personagens, fica evidente a inadequação dos casais. A solução é a troca de casais, como no jogo do quatrilho”. 
Convivendo na mesma casa , Mássimo e Teresa aproximaram-se e ela toma a iniciativa de sugerir que ambos têm mais em comum do que com os seus respectivos cônjuges. Teresa faz uma visita bastante insinuante a Mássimo no moinho em que ele trabalhava. Passados três meses, Mássimo consegue guardar algumas economias, encontram-se em Caxias do Sul, onde Teresa estava, pretensamente, a caminho de Santa Corona para visitar os familiares, levando a filha. Dali, eles seguiram num trem, sob o olhar assustado de Vito Stchopa, a quem coube transmitir a notícia para Ângelo Gardone, que, em desespero, avisou Pierina.
Passado o primeiro impacto, o pragmatismo de Pierina decidiu que ela e Ângelo permaneceriam juntos, fariam crescer a colônia, cuidariam dos filhos dela e, ao final, acabaram tendo mais filhos, prosperando na agricultura e, mais tarde, no comércio.
Sobre Teresa e Mássimo, o leitor toma conhecimento, através de uma carta que foi enviada à mãe dela, informando que estariam bem.